# گیرنده درد
گیرنده درد یا دردگیرنده یا دردیاب (Nociceptor) یک گیرنده حسی می‌باشد که به صورت بالقوه باعث انتقال پیام محرک‌های دردزا به نخاع و مغز می‌شود. تمامی گیرنده‌های درد موجود در پوست و سایر بافت‌ها، پایانه‌های عصبی آزاد می‌باشند و در لایه‌های سطحی پوست، مخاط و همین‌طور برخی از بافت‌های داخلی نظیر پوشش استخوان، دیواره شریان‌ها، سطوح مفصلی، داس مغزی و چادرینه در حفره مغز گسترده‌اند. در غالب دیگر بافت‌های عمقی، پایانه‌های درد کم تعداد بوده و پراکنده هستند، با این حال هر آسیب بافتی منتشری می‌تواند با تحریک مجموع این گیرنده‌ها باعث ایجاد درد مزمن در غالب این نواحی شود.درد یک سازوکار حفاظتی است .هرگاه سلول ها در معرض تخریب قرار گیرند درد ایجاد و موجب می شود که فرد برای برطرف کردن عامل ایجاد درد واکنش مناسب نشان دهد.

## انواع
این گیرنده‌ها انواع مختلفی دارند مانند نوع گرمایی، مکانیکی، شیمیایی و نوع خاموش. این گیرنده‌ها از دو طریق مختلف می‌توانند حس درد را به سیستم عصبی مرکزی منتقل کنند یا با آکسون فیبرهای میلینه  Aδ fiber که سریعترند (بیست متر در ثانیه) یا فیبرهای نوع c که کندترند.
این گیرنده ها به دو نوع پپتیدرژیک و غیر پپتیدرژیک تقسیم بندی می شوند.
دردگیرندهٔ پوستی (cutanous nociceptor): هریک از انواع دردگیرنده‌هایی که در پوست به محرک‌ها حساس هستند و شامل دو گونهٔ دردگیرندهٔ چندمحرکی و دردگیرندهٔ مکانیکی می‌شود.